# Achitub
Achitub, indicato anche come Ahitub o Aitub (letteralmente "la bontà di mio fratello"; fl. XI secolo a.C.), è stato un sacerdote ebreo antico, sommo sacerdote degli Israeliti secondo la tradizione nella Bibbia ebraica.
Era un figlio di Fineas (da non confondere con Fineas figlio del sommo sacerdote Eleazar), nipote del sommo sacerdote Eli e discendente del figlio di Aronne Ithamar.
Probabilmente Ahitub successe a Eli, perché entrambi i figli di Eli furono uccisi in battaglia con i Filistei. Il figlio di Ahitub, il sommo sacerdote Ahimelech, fu ucciso da Doeg al comando del re Saul.
Sebbene in 1 Samuele 14:3 si dica che ad Ahitub successe un figlio di nome Achijah, si ritiene generalmente che questo indichi Ahimelech. Tuttavia, alcuni commentatori presumono che Achijah e Ahimelech fossero fratelli ed entrambi ricoprissero la carica di sommo sacerdote, Achiah a Ghibea o Kirjath-jearim e Ahimelech a Nob.

## Altre persone di nome Ahitub
- Padre di Tsadok,[4] figlio di Amaria, discendente di Eleazar, figlio di Aaronne.[5]
- Un discendente e omonimo del suddetto Ahitub. Era chiamato "un capo della casa del vero Dio".[6] Il padre di questo Ahitub era anche chiamato Amarja.